# Daron Malakian
Daron Malakian (armensk: Դարոն Մալաքյան) født den 18. juli 1975 i Hollywood, USA, er stifter, guitarist og sanger af det alternative metal-band System of a Down, og stifter, sanger og guitarist af rockbandet Scars on Broadway. Daron har skrevet det meste af System of a Down's musik, og alle Scars On Broadway's sange. Han blev placeret som nummer 30 på Guitar Worlds liste over de "100 bedste heavy metal guitarister til dato."

## Biografi
Daron blev født den 18. juli 1975 i Hollywood. I en meget ung alder fik Daron Malakian smag for heavy metal da hans fætter afspillede en CD med KISS for ham. Daron begyndte at lytte til bands som Van Halen, Iron Maiden, Judas Priest, Mötley Crüe og Ozzy Osbourne. Han havde altid en drøm om at spille på trommer, men hans forældre købte ham en guitar i stedet for. For som de sagde "trommer kan ikke bare slås fra." Da Daron kom i teenageårene begyndte den musik han hørte at komme fra Slayer, Napalm Death og Cannibal Corpse. I en alder af 17 begyndte han at lytte til The Beatles og John Lennon som har haft den største indflydelse på ham som sangskriver.
Daron gik på Rose & Alex Pilibos' Armenian school hvor hans kommende bandmedlemmer Serj Tankian og Shavo Odadjian også gik. Senere endte han på Roosevelt Middle School og Glendale High School hvor han tit endte i slagsmål. Daron var en forfærdelig student for hans eneste drøm siden han var seks var at lave musik.
Malakian bor nu i et hjem for sig selv i Glendale, Californien. Han har familie i Irak og Iran.
Malakian samler på stearinlys, persiske tæpper, rygegrej fra Mellemøsten, musikinstrumenter og kranier.
Daron er blevet nomineret som den fjerde bedste års-guitarist af Metal Edge Magazine
Malakian fortæller i et interview med magasinet at han hader nu metal mere en noget andet:
''En masse bands har fulgt efter Korn. Vi er ikke en af de bands men jeg respektere Korn for at være originale. Jeg syntes bare det en skam at så mange har følt de måtte imitere det. Alle fortæller os vi har vores egen musikstil. Jeg tror vi stoler nok på vores fans fra turnéerne gennem årene til at vide de forventer noget anderledes fra os hvilket er fedt fordi det lader døren stå åben så vi kan gå hvorhen vi vil.

### Stiftelse af System of a Down
Malakian mødte Serj Tankian i 1995 hvor de delte det samme indspilningsstudie i forskellige bands. Serj spillede keyboard for hans band og Daron sang for sit eget. Daron og Serj stiftede deres eget band de navngav Soil. Shavo Odadjian blev valgt som manager, men der gik ikke længe inden han blev deres bassist i stedet. Senere ændrede de bandnavnet fra Soil til Victims of a Down. Navnet kom fra et digt Daron havde skrevet, men hurtigt blev det ændret til System of a Down. På grund af Shavo følte at System var et stærkere ord. De satte Andy Khachaturian ved trommerne, men efter udgivelsen af de første tre demoer blev han afløst af John Dolmayan.

### Scars on Broadway
I december 2005 fortalte Daron i et interview: "Jeg har tonsvis af materiale liggende omkring efter de to album her (Mezmerize og Hypnotize). Jeg vil gå lidt min egen vej nu ligesom Serj har gjort. Han understreger dog at det ikke betyder System of a Down går fra hinanden men de tager en pause. Daron var dermed gået i gang med at danne bandet Scars on Broadway sammen med System of a Down trommeslageren John Dolmayan. Siden har de fået selskab af: Franky Perez, Danny Shamoun, og Dominic Cifarelli, der er med når de spiller live. Scars on Broadway udgav deres første album, af samme navn, den 29. Juli 2008.